# Olympische Sommerspiele 1984/Teilnehmer (Hongkong)
| Gelbes Symbol für Goldmedaillen mit stilisierten Olympischen Ringen | Graues Symbol für Silbermedaillen mit stilisierten Olympischen Ringen | Braundes Symbol für Bronzemedaillen mit stilisierten Olympischen Ringen |
| ------------------------------------------------------------------- | --------------------------------------------------------------------- | ----------------------------------------------------------------------- |
| —                                                                   | —                                                                     | —                                                                       |

Hongkong nahm an den Olympischen Sommerspielen 1984 in Los Angeles, USA, mit einer Delegation von 47 Sportlern (36 Männer und elf Frauen) teil.

## Teilnehmer nach Sportarten

### Bogenschießen
- Steve Yuen
Einzel: 54. Platz

- Lo Kam Kuen
Einzel: 56. Platz

- Fok Ming Shan
Einzel: 57. Platz

- Macy Lau
Frauen, Einzel: 37. Platz

- Ng Wing Nga
Frauen, Einzel: 45. Platz

- Wong-Lau So Han
Frauen, Einzel: 47. Platz

### Fechten
- Ko Yin Fai
Florett, Einzel: 47. Platz
Florett, Mannschaft: 14. Platz

- Lai Yee Lap
Florett, Einzel: 48. Platz
Florett, Mannschaft: 14. Platz
Degen, Mannschaft: 16. Platz

- Lam Tak Chuen
Florett, Einzel: 50. Platz
Florett, Mannschaft: 14. Platz
Degen, Einzel: 63. Platz
Degen, Mannschaft: 16. Platz

- Liu Chi On
Florett, Mannschaft: 14. Platz
Degen, Einzel: 53. Platz
Degen, Mannschaft: 16. Platz

- Denis Cunningham
Degen, Einzel: 49. Platz
Degen, Mannschaft: 16. Platz

### Judo
- Yeung Luen Lin
Superleichtgewicht: 18. Platz

- Chong Siao Chin
Halbleichtgewicht: 9. Platz

- Tan Chin Kee
Leichtgewicht: 19. Platz

- Li Chung Tai
Halbmittelgewicht: 34. Platz

### Kanu
- Ng Hin Wan
Einer-Kajak, 500 Meter: Viertelfinale
Vierer-Kajak, 1000 Meter: Viertelfinale

- Tsoi Ngai Won
Einer-Kajak, 1000 Meter: Viertelfinale
Zweier-Kajak, 500 Meter: Viertelfinale

- Tang Kwok Cheung
Zweier-Kajak, 500 Meter: Viertelfinale
Vierer-Kajak, 1000 Meter: Viertelfinale

- Cheung Chak Chuen
Vierer-Kajak, 1000 Meter: Viertelfinale

- Ng Tsuen Man
Vierer-Kajak, 1000 Meter: Viertelfinale

- Ho Kim Fai
Frauen, Einer-Kajak, 500 Meter: Halbfinale
Frauen, Zweier-Kajak, 500 Meter: Halbfinale

- To Kit Yong
Frauen, Zweier-Kajak, 500 Meter: Halbfinale

### Leichtathletik
- Lam Tin Sau
Hochsprung: 26. Platz in der Qualifikation

- Winnie Ng
Frauen, Marathon: 31. Platz

- Yuko Gordon
Frauen, Marathon: 34. Platz

### Radsport
- Choy Yiu Chung
Straßenrennen, Einzel: DNF
100 Kilometer Mannschaftszeitfahren: 19. Platz

- Hung Chung Yam
Straßenrennen, Einzel: DNF
100 Kilometer Mannschaftszeitfahren: 19. Platz

- Law Siu On
Straßenrennen, Einzel: DNF
100 Kilometer Mannschaftszeitfahren: 19. Platz

- Leung Hung Tak
Straßenrennen, Einzel: DNF
100 Kilometer Mannschaftszeitfahren: 19. Platz

### Schießen
- Lee Solomon
Schnellfeuerpistole: 37. Platz

- Ho Chung Kin
Schnellfeuerpistole: 46. Platz

- U Gilbert
Freie Scheibenpistole: 36. Platz

- Peter Rull
Kleinkaliber, liegend: 55. Platz

- Cheng Shu Ming
Trap: 41. Platz

- Chow Tsun Man
Skeet: 51. Platz

- Anthony Chuang
Skeet: 66. Platz

### Schwimmen
- Li Khai Kam
100 Meter Freistil: 36. Platz
100 Meter Brust: 39. Platz

- Tsang Yi Ming
200 Meter Freistil: 48. Platz
100 Meter Brust: 37. Platz
200 Meter Brust: 29. Platz
200 Meter Lagen: 32. Platz

- Ng Wing Hon
200 Meter Freistil: 49. Platz
200 Meter Lagen: 33. Platz
400 Meter Lagen: 20. Platz

- Watt Kam Sing
100 Meter Brust: 37. Platz
200 Meter Brust: 38. Platz

- Kathy Wong
Frauen, 100 Meter Freistil: 32. Platz
Frauen, 4 × 100 Meter Freistil: 12. Platz
Frauen, 100 Meter Rücken: 27. Platz
Frauen, 100 Meter Schmetterling: 31. Platz
Frauen, 4 × 100 Meter Lagen: 10. Platz

- Fenella Ng
Frauen, 100 Meter Freistil: 34. Platz
Frauen, 200 Meter Freistil: 30. Platz
Frauen, 400 Meter Freistil: 25. Platz
Frauen, 4 × 100 Meter Freistil: 12. Platz
Frauen, 4 × 100 Meter Lagen: 10. Platz

- Lotta Flink
Frauen, 4 × 100 Meter Freistil: 12. Platz
Frauen, 100 Meter Rücken: 26. Platz
Frauen, 200 Meter Rücken: 25. Platz
Frauen, 200 Meter Lagen: 25. Platz
Frauen, 4 × 100 Meter Lagen: 10. Platz

- Chow Lai Yee
Frauen, 4 × 100 Meter Freistil: 12. Platz
Frauen, 100 Meter Brust: 27. Platz
Frauen, 200 Meter Brust: 22. Platz
Frauen, 4 × 100 Meter Lagen: 10. Platz

### Segeln
- Choi Lee Keung
Windsurfen: 32. Platz

### Wasserspringen
- Andy Kwan
Kunstspringen: 24. Platz in der Qualifikation
Turmspringen: 24. Platz in der Qualifikation

- Yang Wai Kam
Kunstspringen: 27. Platz in der Qualifikation